# Ramsen (Szafuza)
Ramsen – miejscowość i gmina w północnej Szwajcarii, w kantonie Szafuza. Leży nad Renem.  

## Demografia
W Ramsen mieszkają 1 522 osoby. W 2021 roku 29,8% populacji gminy stanowiły osoby urodzone poza Szwajcarią. 

## Transport
Przez teren gminy przebiegają drogi główne nr 329 i nr 332.